# Hospital de Valme (métro de Séville)
Hospital de Valme est une future station terminus de la ligne 3 du métro de Séville. Elle sera située sur la rue de la Santé, dans le district de Bellavista–La Palmera, à Séville.

## Situation sur le réseau
Établie en souterrain, Hospital de Valme sera la station terminus sud de la ligne 3 du métro de Séville. Elle sera située après Ermita Virgen Valme, en direction du terminus nord de Pino Montano Norte.

## Histoire
L'emplacement de la station est présenté au public le 26 juin 2020, lors de l'annonce de l'attribution du marché public de mise à jour des études et du plan d'exécution du tronçon sud de la ligne 3.

## À proximité
La station desservira l'hôpital universitaire Virgen de Valme (es).